# HAL LCH
HAL Prachand (HAL Light Combat Helicopter (LCH) — ударный индийский вертолёт разработки HAL, созданный для высокогорных условий применения.
Предназначен для уничтожения живой силы и техники противника, нанесения ударов по наземным целям, воздушной поддержки и сопровождения, а также для воздушной разведки.

## История создания
Разработка вертолёта была начата индийской национальной компанией HAL в 2006 году. Первый полёт состоялся в марте 2010 года. Часть используемых в нем технологий уже была апробирована на другом индийском вертолете — HAL Dhruv.
В рамках сертификации LCH были проведены летные испытания в холодных условиях в феврале 2015 года в округе Лех. 3 сентября 2015 года проведены там же полеты на высоте 3200...4800 метров и взлёт и посадка на аэродроме базы на леднике Сиачен. В середине 2016 года запланированы пуски ракет.

## Конструкция
Вертолёт выполнен по классической схеме, с тандемным размещением экипажа. Кабина и остекление вертолёта способны выдерживать попадания 12,7-мм бронебойных пуль. Шасси неубираемое энергопоглощающее, для безопасности при аварийной посадке.
2 турбовальных двигателя TM333-2C2 «Шакти» с цифровой системой управления типа FADEC, разработанных совместно компаниями HAL и «Турбомека».
Несущий и рулевой винты 4-х лопастные. Лопасти выполнены из композитных материалов.
Бортовое оборудование пилотов реализует принцип стеклянной кабины, установлены большие многофункциональные индикаторы.
Вооружение вертолёта состоит из обзорно-прицельной системы, размещённой в носовой части и управляемой поворотной пушки калибра 20 мм. Управляемые ракеты могут крепиться на 4 точках подвески крыльев
Вертолёт разрабатывался специально для боёв в высокогорье, поэтому предъявлялись жёсткие требования по потолку полёта.
Вертолет оснащён системами инфракрасного подавления выхлопных газов двигателя.

## Тактико-технические характеристики
- Длина, м: 15,8
- Диаметр несущего винта, м: 13,3
- Высота, м: 4,7
- Размах крыла, м: 4,6
- Масса пустого вертолета, кг: 3000

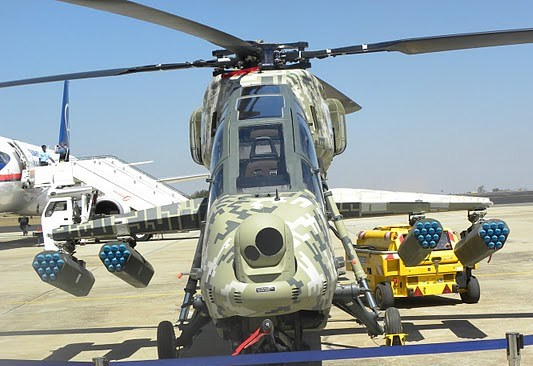
Прототип LCH TD-2 в «цифровой» камуфлирующей окраске на выставке Aero India 2011. Вид спереди

- Максимальная взлетная масса, кг: 5500
- Масса полезной нагрузки, кг: н/д
- Максимальная скорость полета, км/ч: 330[6]
- Крейсерская скорость, км/ч: 260[6]
- Максимальная скороподъемность, м/с: 12,0[6]
- Практический потолок, м: 6500
- Дальность полёта, км: 550
- Перегоночная дальность, км: 700
- Силовая установка: 2 х ТМ333-2С2 «Шакти»[6]
- Мощность двигателей, л.с.: 2 х 1200
- Пушка: 1 × 20-мм M621 (20×102 мм)

## На вооружении
Индия — по состоянию на сентябрь 2015 года вооружённые силы Индии заказали 179 вертолётов LCH. По состоянию на 2023 год было произведено 19 вертолётов данного типа.

## См.также
|                                      | Ми-28Н         | Ка-52          | AH-64D Apache Longbow (Block III) | Bell AH-1Z Viper                  | AgustaWestland T129 | Eurocopter Tiger         |
| ------------------------------------ | -------------- | -------------- | --------------------------------- | --------------------------------- | ------------------- | ------------------------ |
| Внешний вид                          |                |                |                                   |                                   |                     |                          |
| Год принятия на вооружение           | 2009           | 2011           | 2011                              | 2011                              | 2012                | 2003                     |
| Масса пустого, кг                    | 8095           | 7800           | 5165                              | 5580                              | 2530                | 3060                     |
| Масса топлива, кг                    | 1500           | 1500           | 1100                              | н/д                               | н/д                 | 1100                     |
| Масса боевой нагрузки, кг            | 2300           | 2800           | 1650                              | 1300                              | 1200                | 1570                     |
| Встроенная пушка                     | 1 × 30-мм 2А42 | 1 × 30-мм 2А42 | 1 × 30-мм M230                    | 3 × 20-мм M197                    | 3 × 20-мм M197B     | 1 × 30-мм GIAT 30        |
| Точки подвески                       | 4              | 6              | 4                                 | 6                                 | 4                   | 4                        |
| Максимальная взлётная масса, кг      | 12 000         | 10 800         | 10 400                            | 8390                              | 5000                | 6600                     |
| Силовая установка                    | 2 × ВК-2500-02 | 2 × ВК-2500    | 2 × General Electric T700-GE-701D | 2 × General Electric T700-GE-401C | 2 × LHTEC CTS800-4A | 2 × Rolls-Royce MTR390-E |
| Мощность двигателя, л. с.            | 2 × 2200       | 2 × 2400       | 2 × 2000                          | 2 × 1800                          | 2 × 1360            | 2 × 1464                 |
| Максимальная скорость, км/ч          | 300            | 310            | 300                               | 300                               | 280                 | 290                      |
| Практическая дальность (без ПТБ), км | 450            | 520            | 480                               | 680                               | 550                 | 740                      |
| Практический потолок, м              | 5000           | 5500           | 5900                              | 6100                              | 6000                | 4000                     |
| Скороподъёмность, м/с                | 13,6           | 16,0           | 12,3                              | 14,2                              | 11,3                | 14,0                     |
| Стоимость, млн USD                   | ~16,0          | ~16,0          | 52,0-61,0                         | 27,0-31,0                         | 43,0-53,0           | 39,0                     |

|                                      | Denel AH-2 Rooivalk      | Kawasaki OH-1 Ninja     | Harbin Z-19 | CAIC WZ-10                          | HAL LCH                  | HESA Shahed 285      |
| ------------------------------------ | ------------------------ | ----------------------- | ----------- | ----------------------------------- | ------------------------ | -------------------- |
|                                      |                          |                         |             |                                     |                          |                      |
| Год принятия на вооружение           | 1999                     | 2000                    | —           | 2011                                | 2013 (план)              | н/д                  |
| Масс пустого, кг                     | 5730                     | 2450                    | 2350        | 5400                                | 3000                     | 820                  |
| Масса топлива, кг                    | 1470                     | н/д                     | н/д         | н/д                                 | н/д                      | н/д                  |
| Масса боевой нагрузки, кг            | 1560                     | н/д                     | н/д         | 1500                                | н/д                      | н/д                  |
| Встроенная пушка                     | 1 × 20-мм F2             | —                       | 1 × 23-мм   | 1 × 23-мм                           | 1 × 20-мм                | 1 × 7,62-мм          |
| Точки подвески                       | 6                        | 4                       | 4           | 4                                   | 4                        | 2                    |
| Максимальная взлётная масса, кг      | 8750                     | 4000                    | 4500        | 7500                                | 5500                     | 1450                 |
| Силовая установка                    | 2 × Turbomeca Makila 1K2 | 2 × Mitsubishi TS1-10QT | 2 × WZ-8A   | 2 × Pratt & Whitney Canada PT6C-67C | 2 × HAL/Turbomeca Shakti | 1 × Allison 250-C20J |
| Мощность двигателя, л. с.            | 2 × 1500                 | 2 × 890                 | 2 × 850     | 2 × 1530                            | 2 × 1200                 | 1 × 420              |
| Максимальная скорость, км/ч          | 280                      | 280                     | 245         | 300                                 | 275                      | 225                  |
| Практическая дальность (без ПТБ), км | 700                      | 550                     | 700         | н/д                                 | 700                      | 800                  |
| Практический потолок, м              | 6100                     | н/д                     | 4900        | н/д                                 | 6500                     | 4150                 |
| Скороподъёмность, м/с                | 13,3                     | н/д                     | 9,0         | н/д                                 | 12,0                     | 7,0                  |
| Стоимость, млн USD                   | ~40,0                    | н/д                     | н/д         | н/д                                 | ~22,0                    | н/д                  |